# Водне поло на Чемпіонаті світу з водних видів спорту 2022 — чоловічий турнір
Чоловічий турнір з водного поло на Чемпіонаті світу з водних видів спорту 2022 тривав з 21 червня до 3 липня 2022 року. Це був 19-й за ліком чоловічий турнір з водного поло від 1973 року, коли цей вид спорту увійшов до програми чемпіонатів світу.
24 червня збірна Канади знялась з турніру після того, як серед її гравців виявили численні випадки захворювання на Ковід-19.

## Кваліфікація
| Дисципліна                                                | Дати                       | Господарі | Квота | Кваліфікація(ї)                |
| --------------------------------------------------------- | -------------------------- | --------- | ----- | ------------------------------ |
| Країна-господарка                                         | Н/Д                        | Н/Д       | 1     | Угорщина                       |
| Олімпійські ігри 2020                                     | 25 липня — 8 серпня 2021   | Токіо     | 4     | Сербія Греція Іспанія Хорватія |
| Світова ліга 2020                                         | 26 червня — 1 липня 2020   | Тбілісі   | 2     | Чорногорія США                 |
| Чемпіонат Європи 2020                                     | 14–26 січня 2020           | Будапешт  | 3     | Італія Росія Німеччина Грузія  |
| Міжконтинентальний кубок 2022 (американська кваліфікація) | 7–13 березня 2022          | Ліма      | 2     | Канада Бразилія                |
| Азійські ігри 2018                                        | 16 серпня — 1 вересня 2018 | Джакарта  | 2     | Казахстан Японія               |
| Африканський відбір                                       | Н/Д                        | Н/Д       | 1     | ПАР                            |
| Океанський відбір                                         | Н/Д                        | Н/Д       | 1     | Австралія                      |
| Загалом                                                   |                            |           | 16    |                                |

Росію усунули від змагань через російське вторгнення в Україну (2022).

## Розподіл за групами
Жеребкування відбулося 12 квітня 2022 року.
| Група A    | Група B   | Група C | Група D   |
| ---------- | --------- | ------- | --------- |
| Угорщина   | Греція    | Іспанія | Сербія    |
| Чорногорія | Хорватія  | Канада  | США       |
| Бразилія   | Німеччина | Італія  | Австралія |
| Грузія     | Японія    | ПАР     | Казахстан |

## Груповий етап

### Група A
| Поз | Команда      | І | В | Н | П | ГЗ | ГП | РГ  | О | Кваліфікація |
| --- | ------------ | - | - | - | - | -- | -- | --- | - | ------------ |
| 1   | Угорщина (H) | 3 | 3 | 0 | 0 | 50 | 28 | +22 | 6 | Чвертьфінали |
| 2   | Чорногорія   | 3 | 2 | 0 | 1 | 38 | 26 | +12 | 4 | Плей-оф      |
| 3   | Грузія       | 3 | 1 | 0 | 2 | 37 | 38 | −1  | 2 | Плей-оф      |
| 4   | Бразилія     | 3 | 0 | 0 | 3 | 21 | 54 | −33 | 0 |              |

| 21 червня 2022 19:30 | протокол | Бразилія                                 | 10 – 14 | Грузія              | Національний плавальний басейн імені Альфреда Хайоша, Будапешт Арбітр: Маро Савинович (ХОР), Діон Вілліс (ПАР) |
| 21 червня 2022 19:30 | протокол | Рахунок за періодами: 2–2, 3–3, 3–6, 2–3 |         |                     | Національний плавальний басейн імені Альфреда Хайоша, Будапешт Арбітр: Маро Савинович (ХОР), Діон Вілліс (ПАР) |
| 21 червня 2022 19:30 | протокол | Фрейтас 4                                | Голів   | Сарич, Вапенський 4 | Національний плавальний басейн імені Альфреда Хайоша, Будапешт Арбітр: Маро Савинович (ХОР), Діон Вілліс (ПАР) |

| 21 червня 2022 21:00 | протокол | Чорногорія                               | 8 – 12 | Угорщина  | Національний плавальний басейн імені Альфреда Хайоша, Будапешт Арбітр: Майкл Ґолденберґ (США), Франк Оме (НІМ) |
| 21 червня 2022 21:00 | протокол | Рахунок за періодами: 3–3, 1–3, 2–3, 2–3 |        |           | Національний плавальний басейн імені Альфреда Хайоша, Будапешт Арбітр: Майкл Ґолденберґ (США), Франк Оме (НІМ) |
| 21 червня 2022 21:00 | протокол | Петкович 4                               | Голів  | Zalánki 4 | Національний плавальний басейн імені Альфреда Хайоша, Будапешт Арбітр: Майкл Ґолденберґ (США), Франк Оме (НІМ) |

| 23 червня 2022 19:30 | протокол | Грузія                                   | 9 – 10 | Чорногорія | Національний плавальний басейн імені Альфреда Хайоша, Будапешт Арбітр: Паскаль Буше (ФРА), Маро Савинович (ХОР) |
| 23 червня 2022 19:30 | протокол | Рахунок за періодами: 1–4, 3–0, 3–4, 2–2 |        |            | Національний плавальний басейн імені Альфреда Хайоша, Будапешт Арбітр: Паскаль Буше (ФРА), Маро Савинович (ХОР) |
| 23 червня 2022 19:30 | протокол | Васич 5                                  | Голів  | Джурджич 4 | Національний плавальний басейн імені Альфреда Хайоша, Будапешт Арбітр: Паскаль Буше (ФРА), Маро Савинович (ХОР) |

| 23 червня 2022 21:00 | протокол | Угорщина                                 | 20 – 6 | Бразилія | Національний плавальний басейн імені Альфреда Хайоша, Будапешт Арбітр: Ендрю Карні (АВС), Франк Оме (НІМ) |
| 23 червня 2022 21:00 | протокол | Рахунок за періодами: 7–1, 4–2, 3–1, 6–2 |        |          | Національний плавальний басейн імені Альфреда Хайоша, Будапешт Арбітр: Ендрю Карні (АВС), Франк Оме (НІМ) |
| 23 червня 2022 21:00 | протокол | троє гравців 3                           | Голів  | Реал 2   | Національний плавальний басейн імені Альфреда Хайоша, Будапешт Арбітр: Ендрю Карні (АВС), Франк Оме (НІМ) |

| 25 червня 2022 19:30 | протокол | Бразилія                                 | 5 – 20 | Чорногорія     | Національний плавальний басейн імені Альфреда Хайоша, Будапешт Арбітр: Ендрю Карні (АВС), Франк Оме (НІМ) |
| 25 червня 2022 19:30 | протокол | Рахунок за періодами: 0–4, 2–6, 0–7, 3–3 |        |                | Національний плавальний басейн імені Альфреда Хайоша, Будапешт Арбітр: Ендрю Карні (АВС), Франк Оме (НІМ) |
| 25 червня 2022 19:30 | протокол | п'ятеро гравців 1                        | Голів  | троє гравців 3 | Національний плавальний басейн імені Альфреда Хайоша, Будапешт Арбітр: Ендрю Карні (АВС), Франк Оме (НІМ) |

| 25 червня 2022 21:00 | протокол | Угорщина                                 | 18 – 14 | Грузія                   | Національний плавальний басейн імені Альфреда Хайоша, Будапешт Арбітр: Діон Вілліс (ПАР), Паскаль Буше (ФРА) |
| 25 червня 2022 21:00 | протокол | Рахунок за періодами: 3–3, 7–3, 4–5, 4–3 |         |                          | Національний плавальний басейн імені Альфреда Хайоша, Будапешт Арбітр: Діон Вілліс (ПАР), Паскаль Буше (ФРА) |
| 25 червня 2022 21:00 | протокол | Мангерц, Заланкі 4                       | Голів   | Шушиашвілі, Вапенський 3 | Національний плавальний басейн імені Альфреда Хайоша, Будапешт Арбітр: Діон Вілліс (ПАР), Паскаль Буше (ФРА) |

### Група B
| Поз | Команда   | І | В | Н | П | ГЗ | ГП | РГ  | О | Кваліфікація |
| --- | --------- | - | - | - | - | -- | -- | --- | - | ------------ |
| 1   | Греція    | 3 | 2 | 1 | 0 | 42 | 23 | +19 | 5 | Чвертьфінали |
| 2   | Хорватія  | 3 | 2 | 1 | 0 | 42 | 30 | +12 | 5 | Плей-оф      |
| 3   | Японія    | 3 | 1 | 0 | 2 | 32 | 50 | −18 | 2 | Плей-оф      |
| 4   | Німеччина | 3 | 0 | 0 | 3 | 28 | 41 | −13 | 0 |              |

1. 1 2  Греція - Хорватія 8–8

| 21 червня 2022 18:00 | протокол | Німеччина                                | 11 – 12 | Японія  | Дебреценський спортивний басейн, Дебрецен Арбітр: Іван Ракович (СРБ), Аділ Аймбетов (КАЗ) |
| 21 червня 2022 18:00 | протокол | Рахунок за періодами: 2–5, 2–3, 2–3, 5–1 |         |         | Дебреценський спортивний басейн, Дебрецен Арбітр: Іван Ракович (СРБ), Аділ Аймбетов (КАЗ) |
| 21 червня 2022 18:00 | протокол | Шульце 3                                 | Голів   | Інаба 5 | Дебреценський спортивний басейн, Дебрецен Арбітр: Іван Ракович (СРБ), Аділ Аймбетов (КАЗ) |

| 21 червня 2022 19:30 | протокол | Греція                                   | 8 – 8 | Хорватія | Дебреценський спортивний басейн, Дебрецен Арбітр: Борис Магрета (СЛО), Давід Гомес (ІСП) |
| 21 червня 2022 19:30 | протокол | Рахунок за періодами: 4–1, 1–4, 2–1, 1–2 |       |          | Дебреценський спортивний басейн, Дебрецен Арбітр: Борис Магрета (СЛО), Давід Гомес (ІСП) |
| 21 червня 2022 19:30 | протокол | Влахопулос 4                             | Голів | Харков 3 | Дебреценський спортивний басейн, Дебрецен Арбітр: Борис Магрета (СЛО), Давід Гомес (ІСП) |

| 23 червня 2022 18:00 | протокол | Хорватія                                 | 13 – 9 | Німеччина | Дебреценський спортивний басейн, Дебрецен Арбітр: Міхіл Зварт (НІД), Іван Ракович (СРБ) |
| 23 червня 2022 18:00 | протокол | Рахунок за періодами: 4–1, 4–1, 2–2, 3–5 |        |           | Дебреценський спортивний басейн, Дебрецен Арбітр: Міхіл Зварт (НІД), Іван Ракович (СРБ) |
| 23 червня 2022 18:00 | протокол | Башич, Крапич 3                          | Голів  | Кюпперс 3 | Дебреценський спортивний басейн, Дебрецен Арбітр: Міхіл Зварт (НІД), Іван Ракович (СРБ) |

| 23 червня 2022 19:30 | протокол | Японія                                   | 7 – 18 | Греція        | Дебреценський спортивний басейн, Дебрецен Арбітр: Аділ Аймбетов (КАЗ), Майкл Ґолденберґ (США) |
| 23 червня 2022 19:30 | протокол | Рахунок за періодами: 1–3, 2–4, 2–5, 2–6 |        |               | Дебреценський спортивний басейн, Дебрецен Арбітр: Аділ Аймбетов (КАЗ), Майкл Ґолденберґ (США) |
| 23 червня 2022 19:30 | протокол | троє гравців 2                           | Голів  | Аргіропулос 6 | Дебреценський спортивний басейн, Дебрецен Арбітр: Аділ Аймбетов (КАЗ), Майкл Ґолденберґ (США) |

| 25 червня 2022 18:00 | протокол | Японія                                   | 13 – 21 | Хорватія         | Дебреценський спортивний басейн, Дебрецен Арбітр: Майкл Ґолденберґ (США), Давід Гомес (ІСП) |
| 25 червня 2022 18:00 | протокол | Рахунок за періодами: 3–4, 6–3, 2–7, 2–7 |         |                  | Дебреценський спортивний басейн, Дебрецен Арбітр: Майкл Ґолденберґ (США), Давід Гомес (ІСП) |
| 25 червня 2022 18:00 | протокол | Інаба 5                                  | Голів   | Харков, Крапич 5 | Дебреценський спортивний басейн, Дебрецен Арбітр: Майкл Ґолденберґ (США), Давід Гомес (ІСП) |

| 25 червня 2022 19:30 | протокол | Греція                                   | 16 – 8 | Німеччина | Дебреценський спортивний басейн, Дебрецен Арбітр: Гарві Гіндс (КЮР), Іван Ракович (СРБ) |
| 25 червня 2022 19:30 | протокол | Рахунок за періодами: 4–1, 5–1, 4–2, 3–4 |        |           | Дебреценський спортивний басейн, Дебрецен Арбітр: Гарві Гіндс (КЮР), Іван Ракович (СРБ) |
| 25 червня 2022 19:30 | протокол | Генідуніас 5                             | Голів  | Bozic 2   | Дебреценський спортивний басейн, Дебрецен Арбітр: Гарві Гіндс (КЮР), Іван Ракович (СРБ) |

### Група C
| Поз | Команда | І | В | Н | П | ГЗ | ГП | РГ  | О | Кваліфікація |
| --- | ------- | - | - | - | - | -- | -- | --- | - | ------------ |
| 1   | Іспанія | 2 | 2 | 0 | 0 | 42 | 14 | +28 | 4 | Чвертьфінали |
| 2   | Італія  | 2 | 1 | 0 | 1 | 34 | 18 | +16 | 2 | Плей-оф      |
| 3   | ПАР     | 2 | 0 | 0 | 2 | 6  | 50 | −44 | 0 | Плей-оф      |
| 4   | Канада  | 0 | 0 | 0 | 0 | 0  | 0  | 0   | 0 | Знялася      |

1. ↑  Канада знялася після своєї першої гри.

| 21 червня 2022 18:00 | протокол | ПАР                                       | 4 – 22 | Італія     | Шопронський басейн Ловер, Шопрон Арбітр: Раду Матаке (РУМ), Валлоп Джиратхорнваттана (ТАЙ) |
| 21 червня 2022 18:00 | протокол | Рахунок за періодами: 1–3, 1–1, 0–7, 2–11 |        |            | Шопронський басейн Ловер, Шопрон Арбітр: Раду Матаке (РУМ), Валлоп Джиратхорнваттана (ТАЙ) |
| 21 червня 2022 18:00 | протокол | четверо гравців 1                         | Голів  | Фонделлі 4 | Шопронський басейн Ловер, Шопрон Арбітр: Раду Матаке (РУМ), Валлоп Джиратхорнваттана (ТАЙ) |

| 23 червня 2022 18:00 | протокол | Іспанія                                  | 28 – 2 | ПАР              | Шопронський басейн Ловер, Шопрон Арбітр: Валлоп Джиратхорнваттана (ТАЙ), Агустін Пінскі (АРГ) |
| 23 червня 2022 18:00 | протокол | Рахунок за періодами: 7–1, 7–0, 6–1, 8–0 |        |                  | Шопронський басейн Ловер, Шопрон Арбітр: Валлоп Джиратхорнваттана (ТАЙ), Агустін Пінскі (АРГ) |
| 23 червня 2022 18:00 | протокол | Гранадос 6                               | Голів  | Кроньє, Говард 1 | Шопронський басейн Ловер, Шопрон Арбітр: Валлоп Джиратхорнваттана (ТАЙ), Агустін Пінскі (АРГ) |

| 25 червня 2022 18:00 | протокол | Італія                                   | 12 – 14 | Іспанія    | Шопронський басейн Ловер, Шопрон Арбітр: Борис Магрета (СЛО), Міхіл Зварт (НІД) |
| 25 червня 2022 18:00 | протокол | Рахунок за періодами: 4–5, 6–3, 2–2, 0–4 |         |            | Шопронський басейн Ловер, Шопрон Арбітр: Борис Магрета (СЛО), Міхіл Зварт (НІД) |
| 25 червня 2022 18:00 | протокол | Ді Сомма 3                               | Голів   | Гранадос 3 | Шопронський басейн Ловер, Шопрон Арбітр: Борис Магрета (СЛО), Міхіл Зварт (НІД) |

| Анульовано | Канада | – | Іспанія |  |

| Скасовано | Італія | – | Канада |  |

| Cancelled | Канада | – | ПАР |  |

### Група D
| Поз | Команда   | І | В | Н | П | ГЗ | ГП | РГ  | О | Кваліфікація |
| --- | --------- | - | - | - | - | -- | -- | --- | - | ------------ |
| 1   | Сербія    | 3 | 3 | 0 | 0 | 45 | 21 | +24 | 6 | Чвертьфінали |
| 2   | США       | 3 | 2 | 0 | 1 | 44 | 30 | +14 | 4 | Плей-оф      |
| 3   | Австралія | 3 | 1 | 0 | 2 | 24 | 24 | 0   | 2 | Плей-оф      |
| 4   | Казахстан | 3 | 0 | 0 | 3 | 11 | 49 | −38 | 0 |              |

| 21 червня 2022 18:00 | протокол | Австралія                                | 10 – 4 | Казахстан | Сегедський басейн Тісавіраг, Сегед Арбітр: Леван Берішвілі (ГРУ), Веселин Мішкович (ЧОР) |
| 21 червня 2022 18:00 | протокол | Рахунок за періодами: 1–0, 3–0, 3–2, 3–2 |        |           | Сегедський басейн Тісавіраг, Сегед Арбітр: Леван Берішвілі (ГРУ), Веселин Мішкович (ЧОР) |
| 21 червня 2022 18:00 | протокол | Павіяр, Пауер 3                          | Голів  | Шмідер 3  | Сегедський басейн Тісавіраг, Сегед Арбітр: Леван Берішвілі (ГРУ), Веселин Мішкович (ЧОР) |

| 21 червня 2022 19:30 | протокол | США                                      | 13 – 17 | Сербія   | Сегедський басейн Тісавіраг, Сегед Арбітр: Георгіос Ставрідіс (ГРЕ), Раффаеле Коломбо (ІТА) |
| 21 червня 2022 19:30 | протокол | Рахунок за періодами: 5–5, 2–3, 3–3, 3–6 |         |          | Сегедський басейн Тісавіраг, Сегед Арбітр: Георгіос Ставрідіс (ГРЕ), Раффаеле Коломбо (ІТА) |
| 21 червня 2022 19:30 | протокол | Бовен 4                                  | Голів   | Мандич 4 | Сегедський басейн Тісавіраг, Сегед Арбітр: Георгіос Ставрідіс (ГРЕ), Раффаеле Коломбо (ІТА) |

| 23 червня 2022 18:00 | протокол | Сербія                                   | 6 – 5 | Австралія        | Сегедський басейн Тісавіраг, Сегед Арбітр: Раффаеле Коломбо (ІТА), Давід Гомес (ІСП) |
| 23 червня 2022 18:00 | протокол | Рахунок за періодами: 1–1, 2–2, 2–2, 1–0 |       |                  | Сегедський басейн Тісавіраг, Сегед Арбітр: Раффаеле Коломбо (ІТА), Давід Гомес (ІСП) |
| 23 червня 2022 18:00 | протокол | Лукич, Мандич 2                          | Голів | Едвардс, Пауер 2 | Сегедський басейн Тісавіраг, Сегед Арбітр: Раффаеле Коломбо (ІТА), Давід Гомес (ІСП) |

| 23 червня 2022 19:30 | протокол | Казахстан                                | 4 – 17 | США      | Сегедський басейн Тісавіраг, Сегед Арбітр: Леван Берішвілі (ГРУ), Веселин Мішкович (ЧОР) |
| 23 червня 2022 19:30 | протокол | Рахунок за періодами: 1–7, 2–3, 1–2, 0–5 |        |          | Сегедський басейн Тісавіраг, Сегед Арбітр: Леван Берішвілі (ГРУ), Веселин Мішкович (ЧОР) |
| 23 червня 2022 19:30 | протокол | Шакенов 2                                | Голів  | Ірвінґ 4 | Сегедський басейн Тісавіраг, Сегед Арбітр: Леван Берішвілі (ГРУ), Веселин Мішкович (ЧОР) |

| 25 червня 2022 18:00 | протокол | Казахстан                                | 3 – 22 | Сербія    | Сегедський басейн Тісавіраг, Сегед Арбітр: Раффаеле Коломбо (ІТА), Фабіо Тоффолі (БРА) |
| 25 червня 2022 18:00 | протокол | Рахунок за періодами: 0–4, 1–8, 0–5, 2–5 |        |           | Сегедський басейн Тісавіраг, Сегед Арбітр: Раффаеле Коломбо (ІТА), Фабіо Тоффолі (БРА) |
| 25 червня 2022 18:00 | протокол | Вуксанович 3                             | Голів  | Рашович 6 | Сегедський басейн Тісавіраг, Сегед Арбітр: Раффаеле Коломбо (ІТА), Фабіо Тоффолі (БРА) |

| 25 червня 2022 19:30 | протокол | США                                      | 14 – 9 | Австралія      | Сегедський басейн Тісавіраг, Сегед Арбітр: Леван Берішвілі (ГРУ), Веселин Мішкович (ЧОР) |
| 25 червня 2022 19:30 | протокол | Рахунок за періодами: 4–2, 4–2, 4–3, 2–2 |        |                | Сегедський басейн Тісавіраг, Сегед Арбітр: Леван Берішвілі (ГРУ), Веселин Мішкович (ЧОР) |
| 25 червня 2022 19:30 | протокол | Ірвінґ 4                                 | Голів  | троє гравців 2 | Сегедський басейн Тісавіраг, Сегед Арбітр: Леван Берішвілі (ГРУ), Веселин Мішкович (ЧОР) |

## Ігри на вибування

### Сітка
Чемпіонська сітка
|  | Плей-оф    | Плей-оф       |            |       | Чвертьфінали | Чвертьфінали |   |  | Півфінали | Півфінали |  |  | Фінал | Фінал |
|  |            |               |            |       |              |              |   |  |           |           |  |  |       |       |
|  |            |               |            |       |              |              |   |  |           |           |  |  |       |       |
|  |            |               |            |       |              |              |   |  |           |           |  |  |       |       |
|  |            |               |            |       |              |              |   |  |           |           |  |  |       |       |
|  | 29 червня  |               |            |       |              |              |   |  |           |           |  |  |       |       |
|  |            |               |            |       |              |              |   |  |           |           |  |  |       |       |
|  | Угорщина   | 10            |            |       |              |              |   |  |           |           |  |  |       |       |
|  | Угорщина   | 10            | 27 червня  |       |              |              |   |  |           |           |  |  |       |       |
|  |            |               | Італія     | 11    |              |              |   |  |           |           |  |  |       |       |
|  | Італія     | 17            | Італія     | 11    |              |              |   |  |           |           |  |  |       |       |
|  | Італія     | 17            | 1 липня    |       |              |              |   |  |           |           |  |  |       |       |
|  | Австралія  | 6             |            |       |              |              |   |  |           |           |  |  |       |       |
|  | Австралія  | 6             | Італія     | 11    |              |              |   |  |           |           |  |  |       |       |
|  |            |               | Італія     | 11    |              |              |   |  |           |           |  |  |       |       |
|  |            | Греція        | 10         |       |              |              |   |  |           |           |  |  |       |       |
|  |            | Греція        | 10         |       |              |              |   |  |           |           |  |  |       |       |
|  | 29 червня  |               |            |       |              |              |   |  |           |           |  |  |       |       |
|  |            |               |            |       |              |              |   |  |           |           |  |  |       |       |
|  | Греція     | 16            |            |       |              |              |   |  |           |           |  |  |       |       |
|  | Греція     | 16            | 27 червня  |       |              |              |   |  |           |           |  |  |       |       |
|  |            |               | США        | 11    |              |              |   |  |           |           |  |  |       |       |
|  | ПАР        | 2             | США        | 11    |              |              |   |  |           |           |  |  |       |       |
|  | ПАР        | 2             | 3 липня    |       |              |              |   |  |           |           |  |  |       |       |
|  | США        | 24            |            |       |              |              |   |  |           |           |  |  |       |       |
|  | США        | 24            | Італія     | 9 (5) |              |              |   |  |           |           |  |  |       |       |
|  |            |               | Італія     | 9 (5) |              |              |   |  |           |           |  |  |       |       |
|  |            | Іспанія (PSO) | 9 (6)      |       |              |              |   |  |           |           |  |  |       |       |
|  |            | Іспанія (PSO) | 9 (6)      |       |              |              |   |  |           |           |  |  |       |       |
|  | 29 червня  |               |            |       |              |              |   |  |           |           |  |  |       |       |
|  |            |               |            |       |              |              |   |  |           |           |  |  |       |       |
|  | Іспанія    | 7             |            |       |              |              |   |  |           |           |  |  |       |       |
|  | Іспанія    | 7             | 27 червня  |       |              |              |   |  |           |           |  |  |       |       |
|  |            |               | Чорногорія | 6     |              |              |   |  |           |           |  |  |       |       |
|  | Чорногорія | 10            | Чорногорія | 6     |              |              |   |  |           |           |  |  |       |       |
|  | Чорногорія | 10            | 1 липня    |       |              |              |   |  |           |           |  |  |       |       |
|  | Японія     | 9             |            |       |              |              |   |  |           |           |  |  |       |       |
|  | Японія     | 9             | Іспанія    | 10    |              |              |   |  |           |           |  |  |       |       |
|  |            |               | Іспанія    | 10    |              |              |   |  |           |           |  |  |       |       |
|  |            | Хорватія      | 5          |       | Фінал        | Фінал        |   |  |           |           |  |  |       |       |
|  |            | Хорватія      | 5          |       | Фінал        | Фінал        |   |  |           |           |  |  |       |       |
|  | 29 червня  | 29 червня     |            |       | 3 липня      | 3 липня      |   |  |           |           |  |  |       |       |
|  | 29 червня  | 29 червня     |            |       | 3 липня      | 3 липня      |   |  |           |           |  |  |       |       |
|  | Сербія     | 12            | Греція     | 9     |              |              |   |  |           |           |  |  |       |       |
|  | Сербія     | 12            | Греція     | 9     | 27 червня    |              |   |  |           |           |  |  |       |       |
|  |            |               | Хорватія   | 14    |              | Хорватія     | 7 |  |           |           |  |  |       |       |
|  | Грузія     | 7             | Хорватія   | 14    |              | Хорватія     | 7 |  |           |           |  |  |       |       |
|  | Грузія     | 7             |            |       |              |              |   |  |           |           |  |  |       |       |
|  | Хорватія   | 13            |            |       |              |              |   |  |           |           |  |  |       |       |
|  | Хорватія   | 13            |            |       |              |              |   |  |           |           |  |  |       |       |

Сітка за 5-те місце
|  | Півфінали за 5–8-ме місця | Півфінали за 5–8-ме місця |                     |    | Матч за п'яте місце | Матч за п'яте місце |
|  |                           |                           |                     |    |                     |                     |
|  | 1 липня                   |                           |                     |    |                     |                     |
|  |                           |                           |                     |    |                     |                     |
|  | Угорщина                  | 11 (4)                    |                     |    |                     |                     |
|  | Угорщина                  | 11 (4)                    | 3 липня             |    |                     |                     |
|  | США (PSO)                 | 11 (5)                    |                     |    |                     |                     |
|  | США (PSO)                 | 11 (5)                    | США                 | 10 |                     |                     |
|  | 1 липня                   |                           | США                 | 10 |                     |                     |
|  |                           | Сербія                    | 13                  |    |                     |                     |
|  | Чорногорія                | Сербія                    | 13                  | 7  |                     |                     |
|  | Чорногорія                |                           |                     | 7  |                     |                     |
|  | Сербія                    | 10                        |                     |    |                     |                     |
|  | Сербія                    | 10                        | Матч за сьоме місце |    |                     |                     |
|  |                           |                           |                     |    |                     |                     |
|  | 3 липня                   |                           |                     |    |                     |                     |
|  |                           |                           |                     |    |                     |                     |
|  | Угорщина                  | 8                         |                     |    |                     |                     |
|  | Угорщина                  | 8                         |                     |    |                     |                     |
|  | Чорногорія                | 6                         |                     |    |                     |                     |

Сітка за 9-те місце
|  | Півфінали за 9–12-те місця | Півфінали за 9–12-те місця |                          |    | Матч за дев'яте місце | Матч за дев'яте місце |
|  |                            |                            |                          |    |                       |                       |
|  | 29 червня                  |                            |                          |    |                       |                       |
|  |                            |                            |                          |    |                       |                       |
|  | Японія                     | 15                         |                          |    |                       |                       |
|  | Японія                     | 15                         | 1 липня                  |    |                       |                       |
|  | Австралія                  | 7                          |                          |    |                       |                       |
|  | Австралія                  | 7                          | Японія                   | 16 |                       |                       |
|  | 29 червня                  |                            | Японія                   | 16 |                       |                       |
|  |                            | Грузія                     | 15                       |    |                       |                       |
|  | Грузія                     | Грузія                     | 15                       | 20 |                       |                       |
|  | Грузія                     |                            |                          | 20 |                       |                       |
|  | ПАР                        | 7                          |                          |    |                       |                       |
|  | ПАР                        | 7                          | Матч за одинадцяте місце |    |                       |                       |
|  |                            |                            |                          |    |                       |                       |
|  | 1 липня                    |                            |                          |    |                       |                       |
|  |                            |                            |                          |    |                       |                       |
|  | Австралія                  | 19                         |                          |    |                       |                       |
|  | Австралія                  | 19                         |                          |    |                       |                       |
|  | ПАР                        | 4                          |                          |    |                       |                       |

Сітка за 13-те місце
|  | Півфінали за 13–15-те місця | Півфінали за 13–15-те місця |           |    | Матч за 13-те місце | Матч за 13-те місце |
|  |                             |                             |           |    |                     |                     |
|  | 27 червня                   |                             |           |    |                     |                     |
|  |                             |                             |           |    |                     |                     |
|  | Бразилія                    | 9                           |           |    |                     |                     |
|  | Бразилія                    | 9                           | 29 червня |    |                     |                     |
|  | Німеччина                   | 10                          |           |    |                     |                     |
|  | Німеччина                   | 10                          | Німеччина | 16 |                     |                     |
|  |                             |                             | Німеччина | 16 |                     |                     |
|  |                             |                             | Казахстан | 7  |                     |                     |
|  |                             |                             | Казахстан | 7  |                     |                     |
|  |                             |                             |           |    |                     |                     |
|  |                             |                             |           |    |                     |                     |
|  |                             |                             |           |    |                     |                     |

### Плей-оф
| 27 червня 2022 14:00 | протокол | Чорногорія                               | 10 – 9 | Японія   | Національний плавальний басейн імені Альфреда Хайоша, Будапешт Арбітр: Майкл Ґолденберґ (США), Міхіл Зварт (НІД) |
| 27 червня 2022 14:00 | протокол | Рахунок за періодами: 3–1, 2–5, 3–2, 2–1 |        |          | Національний плавальний басейн імені Альфреда Хайоша, Будапешт Арбітр: Майкл Ґолденберґ (США), Міхіл Зварт (НІД) |
| 27 червня 2022 14:00 | протокол | Перкович 3                               | Голів  | Таката 2 | Національний плавальний басейн імені Альфреда Хайоша, Будапешт Арбітр: Майкл Ґолденберґ (США), Міхіл Зварт (НІД) |

| 27 червня 2022 15:30 | протокол | Грузія                                   | 7 – 13 | Хорватія | Національний плавальний басейн імені Альфреда Хайоша, Будапешт Арбітр: Борис Магрета (СЛО), Дьордь Кун (УГО), |
| 27 червня 2022 15:30 | протокол | Рахунок за періодами: 2–3, 2–4, 0–3, 3–3 |        |          | Національний плавальний басейн імені Альфреда Хайоша, Будапешт Арбітр: Борис Магрета (СЛО), Дьордь Кун (УГО), |
| 27 червня 2022 15:30 | протокол | Вапенський, Васич 2                      | Голів  | Харков 4 | Національний плавальний басейн імені Альфреда Хайоша, Будапешт Арбітр: Борис Магрета (СЛО), Дьордь Кун (УГО), |

| 27 червня 2022 17:00 | протокол | Італія                                   | 17 – 6 | Австралія | Національний плавальний басейн імені Альфреда Хайоша, Будапешт Арбітр: Франк Оме (НІМ), Георгіос Ставрідіс (ГРЕ) |
| 27 червня 2022 17:00 | протокол | Рахунок за періодами: 4–0, 3–3, 4–1, 6–2 |        |           | Національний плавальний басейн імені Альфреда Хайоша, Будапешт Арбітр: Франк Оме (НІМ), Георгіос Ставрідіс (ГРЕ) |
| 27 червня 2022 17:00 | протокол | Каннелла, Дель Лунго 3                   | Голів  | Едвардс 3 | Національний плавальний басейн імені Альфреда Хайоша, Будапешт Арбітр: Франк Оме (НІМ), Георгіос Ставрідіс (ГРЕ) |

| 27 червня 2022 18:30 | протокол | ПАР                                      | 2 – 24 | США    | Національний плавальний басейн імені Альфреда Хайоша, Будапешт Арбітр: Аділ Аймбетов (КАЗ), Ендрю Карні (АВС) |
| 27 червня 2022 18:30 | протокол | Рахунок за періодами: 0–6, 0–6, 0–5, 2–7 |        |        | Національний плавальний басейн імені Альфреда Хайоша, Будапешт Арбітр: Аділ Аймбетов (КАЗ), Ендрю Карні (АВС) |
| 27 червня 2022 18:30 | протокол | Стоун, Сванепул 1                        | Голів  | Додд 6 | Національний плавальний басейн імені Альфреда Хайоша, Будапешт Арбітр: Аділ Аймбетов (КАЗ), Ендрю Карні (АВС) |

### Чвертьфінали
| 29 червня 2022 13:00 | протокол | Греція                                   | 16 – 11 | США            | Національний плавальний басейн імені Альфреда Хайоша, Будапешт Арбітр: Міхіл Зварт (НІД), Франк Оме (НІМ) |
| 29 червня 2022 13:00 | протокол | Рахунок за періодами: 3–1, 4–6, 3–0, 6–4 |         |                | Національний плавальний басейн імені Альфреда Хайоша, Будапешт Арбітр: Міхіл Зварт (НІД), Франк Оме (НІМ) |
| 29 червня 2022 13:00 | протокол | Аргіропулос 5                            | Голів   | троє гравців 3 | Національний плавальний басейн імені Альфреда Хайоша, Будапешт Арбітр: Міхіл Зварт (НІД), Франк Оме (НІМ) |

| 29 червня 2022 16:00 | протокол | Сербія                                   | 12 – 14 | Хорватія          | Національний плавальний басейн імені Альфреда Хайоша, Будапешт Арбітр: Георгіос Ставрідіс (ГРЕ), Дьордь Кун (УГО) |
| 29 червня 2022 16:00 | протокол | Рахунок за періодами: 1–1, 3–4, 5–5, 3–4 |         |                   | Національний плавальний басейн імені Альфреда Хайоша, Будапешт Арбітр: Георгіос Ставрідіс (ГРЕ), Дьордь Кун (УГО) |
| 29 червня 2022 16:00 | протокол | Мандич 4                                 | Голів   | четверо гравців 2 | Національний плавальний басейн імені Альфреда Хайоша, Будапешт Арбітр: Георгіос Ставрідіс (ГРЕ), Дьордь Кун (УГО) |

| 29 червня 2022 19:30 | протокол | Іспанія                                  | 7 – 6 | Чорногорія | Національний плавальний басейн імені Альфреда Хайоша, Будапешт Арбітр: Майкл Ґолденберґ (США), Раффаеле Коломбо (ІТА) |
| 29 червня 2022 19:30 | протокол | Рахунок за періодами: 2–1, 3–2, 1–2, 1–1 |       |            | Національний плавальний басейн імені Альфреда Хайоша, Будапешт Арбітр: Майкл Ґолденберґ (США), Раффаеле Коломбо (ІТА) |
| 29 червня 2022 19:30 | протокол | Мальярач 2                               | Голів | Джурджич 2 | Національний плавальний басейн імені Альфреда Хайоша, Будапешт Арбітр: Майкл Ґолденберґ (США), Раффаеле Коломбо (ІТА) |

| 29 червня 2022 21:00 | протокол | Угорщина                                 | 10 – 11 | Італія       | Національний плавальний басейн імені Альфреда Хайоша, Будапешт Арбітр: Борис Магрета (СЛО), Давід Гомес (ІСП) |
| 29 червня 2022 21:00 | протокол | Рахунок за періодами: 3–2, 2–4, 1–2, 4–3 |         |              | Національний плавальний басейн імені Альфреда Хайоша, Будапешт Арбітр: Борис Магрета (СЛО), Давід Гомес (ІСП) |
| 29 червня 2022 21:00 | протокол | Вамош 3                                  | Голів   | Ді Фульвіо 4 | Національний плавальний басейн імені Альфреда Хайоша, Будапешт Арбітр: Борис Магрета (СЛО), Давід Гомес (ІСП) |

### Півфінали за 13–15-те місця
| 27 червня 2022 17:00 | протокол | Бразилія                                 | 9 – 10 | Німеччина             | Сегедський басейн Тісавіраг, Сегед Арбітр: Раду Матаке (РУМ), Леван Бертішвілі (ГРУ) |
| 27 червня 2022 17:00 | протокол | Рахунок за періодами: 2–2, 3–2, 3–3, 1–3 |        |                       | Сегедський басейн Тісавіраг, Сегед Арбітр: Раду Матаке (РУМ), Леван Бертішвілі (ГРУ) |
| 27 червня 2022 17:00 | протокол | Котіньйо 3                               | Голів  | Кюпперс, Стрелецкій 3 | Сегедський басейн Тісавіраг, Сегед Арбітр: Раду Матаке (РУМ), Леван Бертішвілі (ГРУ) |

| 27 червня 2022 17:00 | протокол | Бразилія                                 | 9 – 10 | Німеччина             | Сегедський басейн Тісавіраг, Сегед Арбітр: Раду Матаке (РУМ), Леван Бертішвілі (ГРУ) |
| 27 червня 2022 17:00 | протокол | Рахунок за періодами: 2–2, 3–2, 3–3, 1–3 |        |                       | Сегедський басейн Тісавіраг, Сегед Арбітр: Раду Матаке (РУМ), Леван Бертішвілі (ГРУ) |
| 27 червня 2022 17:00 | протокол | Котіньйо 3                               | Голів  | Купперс, Стрелецкій 3 | Сегедський басейн Тісавіраг, Сегед Арбітр: Раду Матаке (РУМ), Леван Бертішвілі (ГРУ) |

### Півфінали за 9–12-те місця
| 29 червня 2022 17:00 | протокол | Японія                                   | 15 – 7 | Австралія        | Сегедський басейн Тісавіраг, Сегед Арбітр: Іван Ракович (СРБ), Веселин Мішкович (ЧОР) |
| 29 червня 2022 17:00 | протокол | Рахунок за періодами: 2–2, 5–2, 5–2, 3–1 |        |                  | Сегедський басейн Тісавіраг, Сегед Арбітр: Іван Ракович (СРБ), Веселин Мішкович (ЧОР) |
| 29 червня 2022 17:00 | протокол | Дате 4                                   | Голів  | семеро гравців 1 | Сегедський басейн Тісавіраг, Сегед Арбітр: Іван Ракович (СРБ), Веселин Мішкович (ЧОР) |

| 29 червня 2022 18:30 | протокол | Грузія                                   | 20 – 7 | ПАР     | Сегедський басейн Тісавіраг, Сегед Арбітр: Раду Матаке (РУМ), Анбар Анбар (КУВ) |
| 29 червня 2022 18:30 | протокол | Рахунок за періодами: 3–1, 5–1, 7–2, 5–3 |        |         | Сегедський басейн Тісавіраг, Сегед Арбітр: Раду Матаке (РУМ), Анбар Анбар (КУВ) |
| 29 червня 2022 18:30 | протокол | троє гравців 3                           | Голів  | Олвер 2 | Сегедський басейн Тісавіраг, Сегед Арбітр: Раду Матаке (РУМ), Анбар Анбар (КУВ) |

### Півфінали за 5–8 місця
| 1 липня 2022 14:30 | протокол | Чорногорія                               | 7 – 10 | Сербія              | Національний плавальний басейн імені Альфреда Хайоша, Будапешт Арбітр: Георгіос Ставрідіс (ГРЕ), Давід Гомес (ІСП) |
| 1 липня 2022 14:30 | протокол | Рахунок за періодами: 2–2, 2–3, 2–3, 1–2 |        |                     | Національний плавальний басейн імені Альфреда Хайоша, Будапешт Арбітр: Георгіос Ставрідіс (ГРЕ), Давід Гомес (ІСП) |
| 1 липня 2022 14:30 | протокол | Джурджич 3                               | Голів  | Якшич, С. Рашович 3 | Національний плавальний басейн імені Альфреда Хайоша, Будапешт Арбітр: Георгіос Ставрідіс (ГРЕ), Давід Гомес (ІСП) |

| 1 липня 2022 21:00 | протокол | Угорщина                                               | 15 – 16 | США    | Національний плавальний басейн імені Альфреда Хайоша, Будапешт Арбітр: Маро Савинович (ХОР), Раффаеле Коломбо (ІТА) |
| 1 липня 2022 21:00 | протокол | Рахунок за періодами: 4–3, 2–2, 2–3, 3–3 Пенальті: 4–5 |         |        | Національний плавальний басейн імені Альфреда Хайоша, Будапешт Арбітр: Маро Савинович (ХОР), Раффаеле Коломбо (ІТА) |
| 1 липня 2022 21:00 | протокол | Мангерц, Надь 3                                        | Голів   | Дауб 3 | Національний плавальний басейн імені Альфреда Хайоша, Будапешт Арбітр: Маро Савинович (ХОР), Раффаеле Коломбо (ІТА) |

### Півфінали
| 1 липня 2022 16:00 | протокол | Італія                                   | 11 – 10 | Греція       | Національний плавальний басейн імені Альфреда Хайоша, Будапешт Арбітр: Майкл Ґолденберґ (США), Міхіл Зварт (НІД) |
| 1 липня 2022 16:00 | протокол | Рахунок за періодами: 4–2, 2–3, 1–1, 4–4 |         |              | Національний плавальний басейн імені Альфреда Хайоша, Будапешт Арбітр: Майкл Ґолденберґ (США), Міхіл Зварт (НІД) |
| 1 липня 2022 16:00 | протокол | Дольче 3                                 | Голів   | Влахопулос 3 | Національний плавальний басейн імені Альфреда Хайоша, Будапешт Арбітр: Майкл Ґолденберґ (США), Міхіл Зварт (НІД) |

| 1 липня 2022 19:30 | протокол | Іспанія                                  | 10 – 5 | Хорватія | Національний плавальний басейн імені Альфреда Хайоша, Будапешт Арбітр: Борис Магрета (СЛО), Франк Оме (НІМ) |
| 1 липня 2022 19:30 | протокол | Рахунок за періодами: 3–3, 4–2, 0–0, 3–0 |        |          | Національний плавальний басейн імені Альфреда Хайоша, Будапешт Арбітр: Борис Магрета (СЛО), Франк Оме (НІМ) |
| 1 липня 2022 19:30 | протокол | Гранадос 4                               | Голів  | Вукич 2  | Національний плавальний басейн імені Альфреда Хайоша, Будапешт Арбітр: Борис Магрета (СЛО), Франк Оме (НІМ) |

### Матч за 13-те місце
| 29 червня 2022 15:30 | протокол | Німеччина                                | 16 – 7 | Казахстан | Сегедський басейн Тісавіраг, Сегед Арбітр: Леван Берішвілі (ГРУ), Агустін Пінскі (АРГ) |
| 29 червня 2022 15:30 | протокол | Рахунок за періодами: 4–2, 4–2, 3–1, 5–2 |        |           | Сегедський басейн Тісавіраг, Сегед Арбітр: Леван Берішвілі (ГРУ), Агустін Пінскі (АРГ) |
| 29 червня 2022 15:30 | протокол | Кюпперс 4                                | Голів  | Шакенов 3 | Сегедський басейн Тісавіраг, Сегед Арбітр: Леван Берішвілі (ГРУ), Агустін Пінскі (АРГ) |

### Матч за одинадцяте місце
| 1 липня 2022 17:00 | протокол | Австралія                                | 19 – 4 | ПАР        | Сегедський басейн Тісавіраг, Сегед Арбітр: Леван Берішвілі (ГРУ), Агустін Пінскі (АРГ) |
| 1 липня 2022 17:00 | протокол | Рахунок за періодами: 3–2, 6–0, 4–1, 6–1 |        |            | Сегедський басейн Тісавіраг, Сегед Арбітр: Леван Берішвілі (ГРУ), Агустін Пінскі (АРГ) |
| 1 липня 2022 17:00 | протокол | Павіяр 5                                 | Голів  | Сванепул 2 | Сегедський басейн Тісавіраг, Сегед Арбітр: Леван Берішвілі (ГРУ), Агустін Пінскі (АРГ) |

### Матч за дев'яте місце
| 1 липня 2022 18:30 | протокол | Японія                                   | 16 – 15 | Грузія                | Сегедський басейн Тісавіраг, Сегед Арбітр: Веселин Мішкович (ЧОР), Іван Ракович (СРБ) |
| 1 липня 2022 18:30 | протокол | Рахунок за періодами: 3–5, 7–4, 2–2, 4–4 |         |                       | Сегедський басейн Тісавіраг, Сегед Арбітр: Веселин Мішкович (ЧОР), Іван Ракович (СРБ) |
| 1 липня 2022 18:30 | протокол | Адаті 5                                  | Голів   | Бітадзе, Вапенський 4 | Сегедський басейн Тісавіраг, Сегед Арбітр: Веселин Мішкович (ЧОР), Іван Ракович (СРБ) |

### Матч за сьоме місце
| 3 липня 2022 13:00 | протокол | Угорщина                                 | 8 – 6 | Чорногорія     | Національний плавальний басейн імені Альфреда Хайоша, Будапешт Арбітр: Леван Бертішвілі (ГРУ), Давід Гомес (ІСП) |
| 3 липня 2022 13:00 | протокол | Рахунок за періодами: 1–0, 4–2, 2–1, 1–3 |       |                | Національний плавальний басейн імені Альфреда Хайоша, Будапешт Арбітр: Леван Бертішвілі (ГРУ), Давід Гомес (ІСП) |
| 3 липня 2022 13:00 | протокол | Надь, Заланкі 2                          | Голів | троє гравців 2 | Національний плавальний басейн імені Альфреда Хайоша, Будапешт Арбітр: Леван Бертішвілі (ГРУ), Давід Гомес (ІСП) |

### Матч за п'яте місце
| 3 липня 2022 17:00 | протокол | США                                      | 10 – 13 | Сербія       | Національний плавальний басейн імені Альфреда Хайоша, Будапешт Арбітр: Дьордь Кун (УГО), Раффаеле Коломбо (ІТА) |
| 3 липня 2022 17:00 | протокол | Рахунок за періодами: 3–3, 3–5, 1–3, 3–2 |         |              | Національний плавальний басейн імені Альфреда Хайоша, Будапешт Арбітр: Дьордь Кун (УГО), Раффаеле Коломбо (ІТА) |
| 3 липня 2022 17:00 | протокол | Бовен 4                                  | Голів   | С. Рашович 4 | Національний плавальний басейн імені Альфреда Хайоша, Будапешт Арбітр: Дьордь Кун (УГО), Раффаеле Коломбо (ІТА) |

### Матч за третє місце
| 3 липня 2022 14:30 | протокол | Греція                                   | 9 – 7 | Хорватія | Національний плавальний басейн імені Альфреда Хайоша, Будапешт Арбітр: Франк Оме (НІМ), Міхіл Зварт (НІД) |
| 3 липня 2022 14:30 | протокол | Рахунок за періодами: 1–0, 4–3, 3–2, 1–2 |       |          | Національний плавальний басейн імені Альфреда Хайоша, Будапешт Арбітр: Франк Оме (НІМ), Міхіл Зварт (НІД) |
| 3 липня 2022 14:30 | протокол | Какаріс 3                                | Голів | Букич 2  | Національний плавальний басейн імені Альфреда Хайоша, Будапешт Арбітр: Франк Оме (НІМ), Міхіл Зварт (НІД) |

### Фінал
| 3 липня 2022 20:00 | протокол | Італія | 14 – 15 | Іспанія | Національний плавальний басейн імені Альфреда Хайоша, Будапешт Арбітр: Борис Магрета (СЛО), Георгіос Ставрідіс (ГРЕ) |

## Підсумкове положення
| Місце | Команда    |
| ----- | ---------- |
| 1     | Іспанія    |
| 2     | Італія     |
| 3     | Греція     |
| 4     | Хорватія   |
| 5     | Сербія     |
| 6     | США        |
| 7     | Угорщина   |
| 8     | Чорногорія |
| 9     | Японія     |
| 10    | Грузія     |
| 11    | Австралія  |
| 12    | ПАР        |
| 13    | Німеччина  |
| 14    | Казахстан  |
| 15    | Бразилія   |
| WD    | Канада     |